# Corpo forestale dello Stato
El Corpo forestale dello Stato (Cuerpo de Guardabosques o Guardia Forestal), a menudo abreviado como Forestale, era un cuerpo de seguridad civil del Estado italiano con funciones de policía medioambiental, policía judicial y de seguridad pública. Se suprimió el 31 de diciembre de 2016 y el personal y equipo transferido a los Carabinieri en el nuevo "Comando unidades de protección forestal, medioambiental y agroalimentaria".
A veces los miembros del cuerpo (agentes forestales) se asocian erróneamente con los obreros forestales, con los que no tienen nada en común excepto el nombre abreviado, o bien o con cuerpos similares que dependen de las autoridades regionales y locales, como los que existen en Sicilia y en Cerdeña.

## Galería

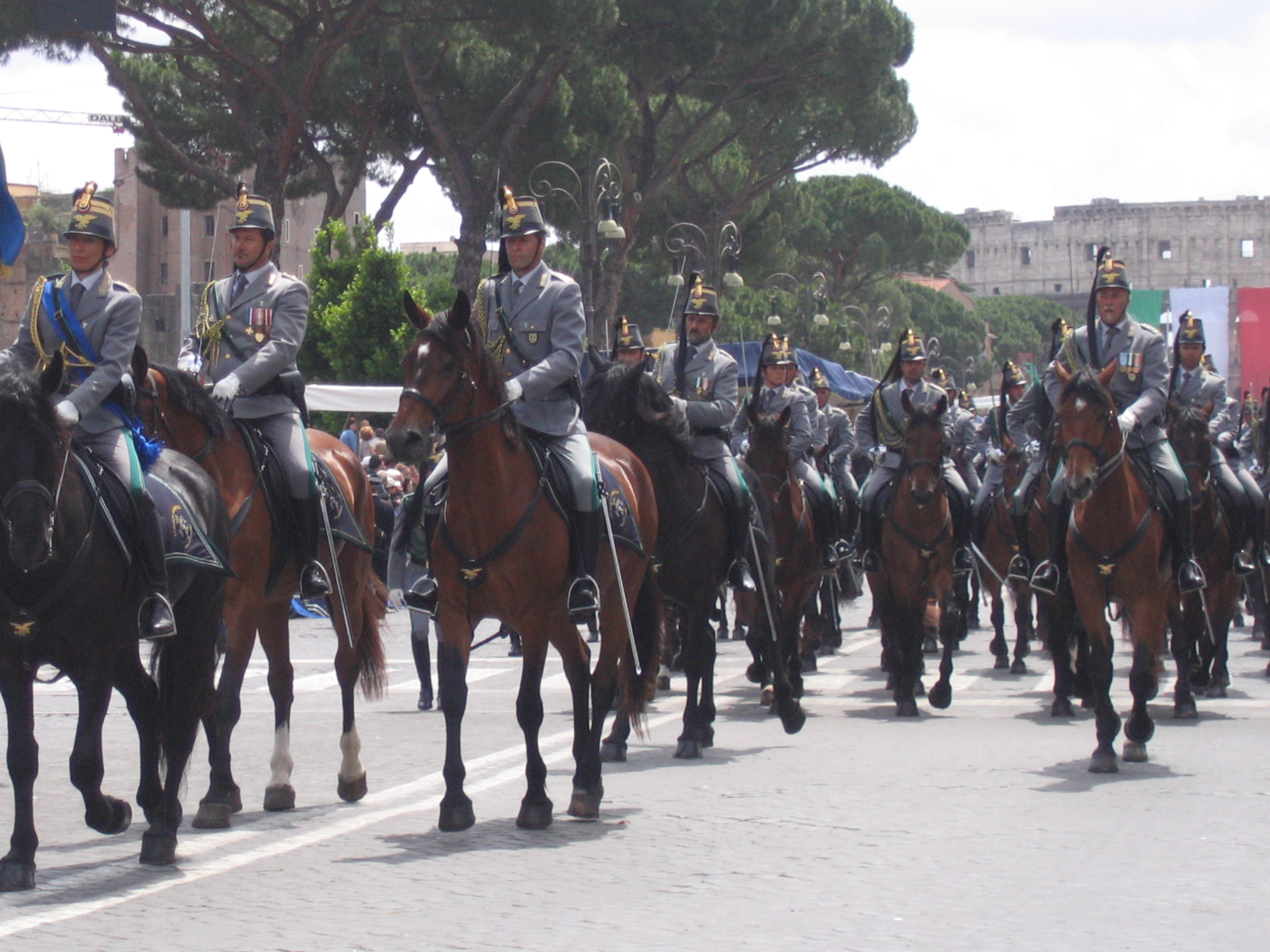
Caballería.
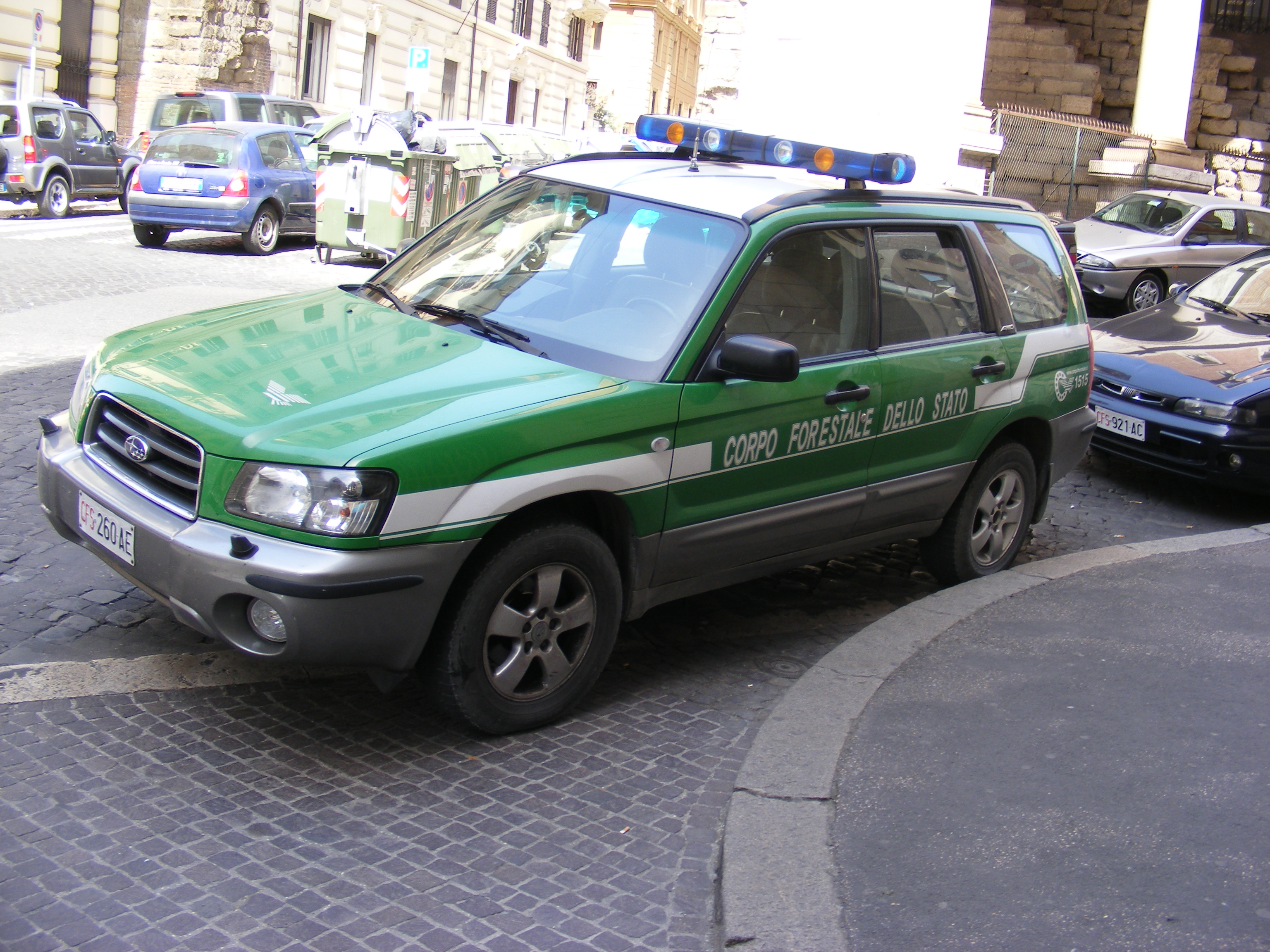
Vehículo del Cuerpo de Guardabosques.
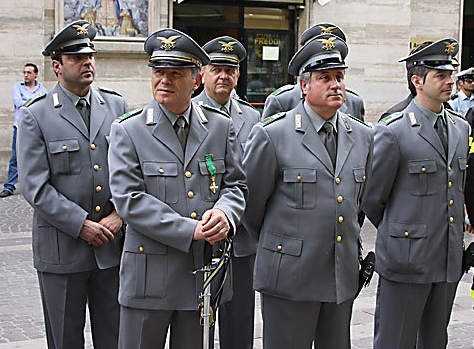
Agentes.